# جولای طلایی هولوب
جولای طلایی هولوب (نام علمی: Ploceus xanthops) نام یک گونه از سرده جولاها است.